# Interreg

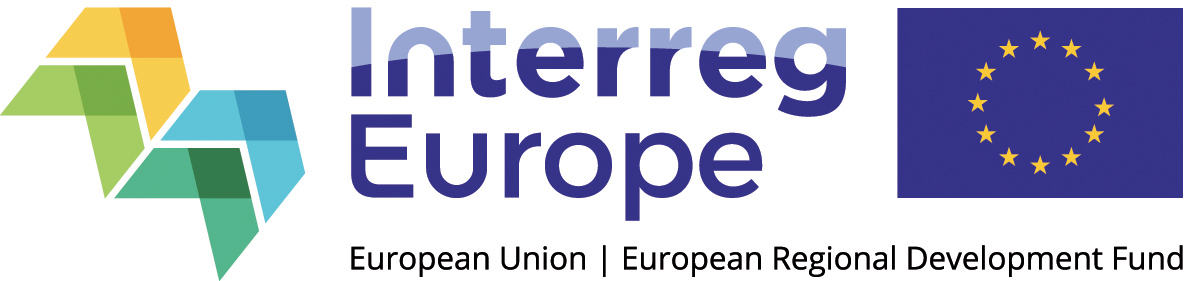
Interreg

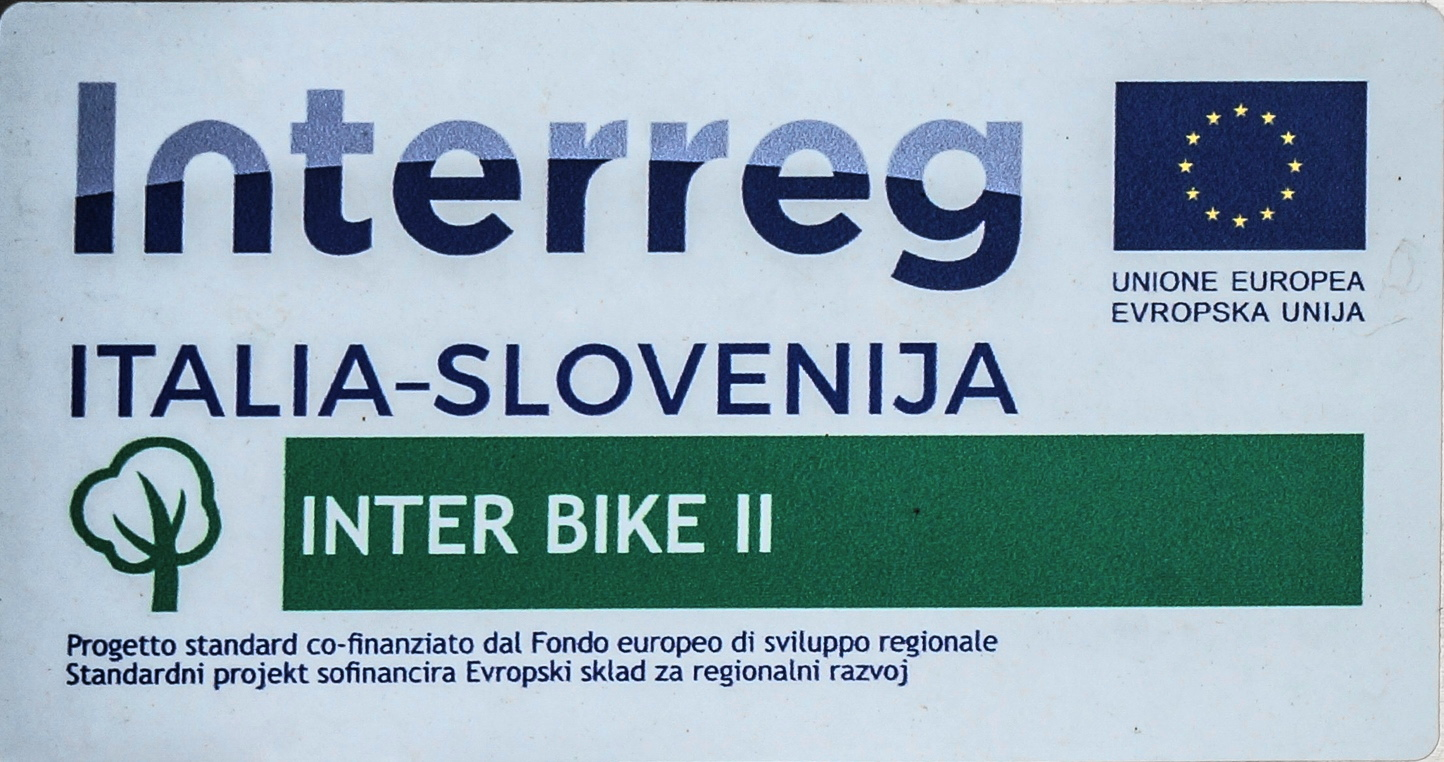
Interreg-project Italië en Slovenië

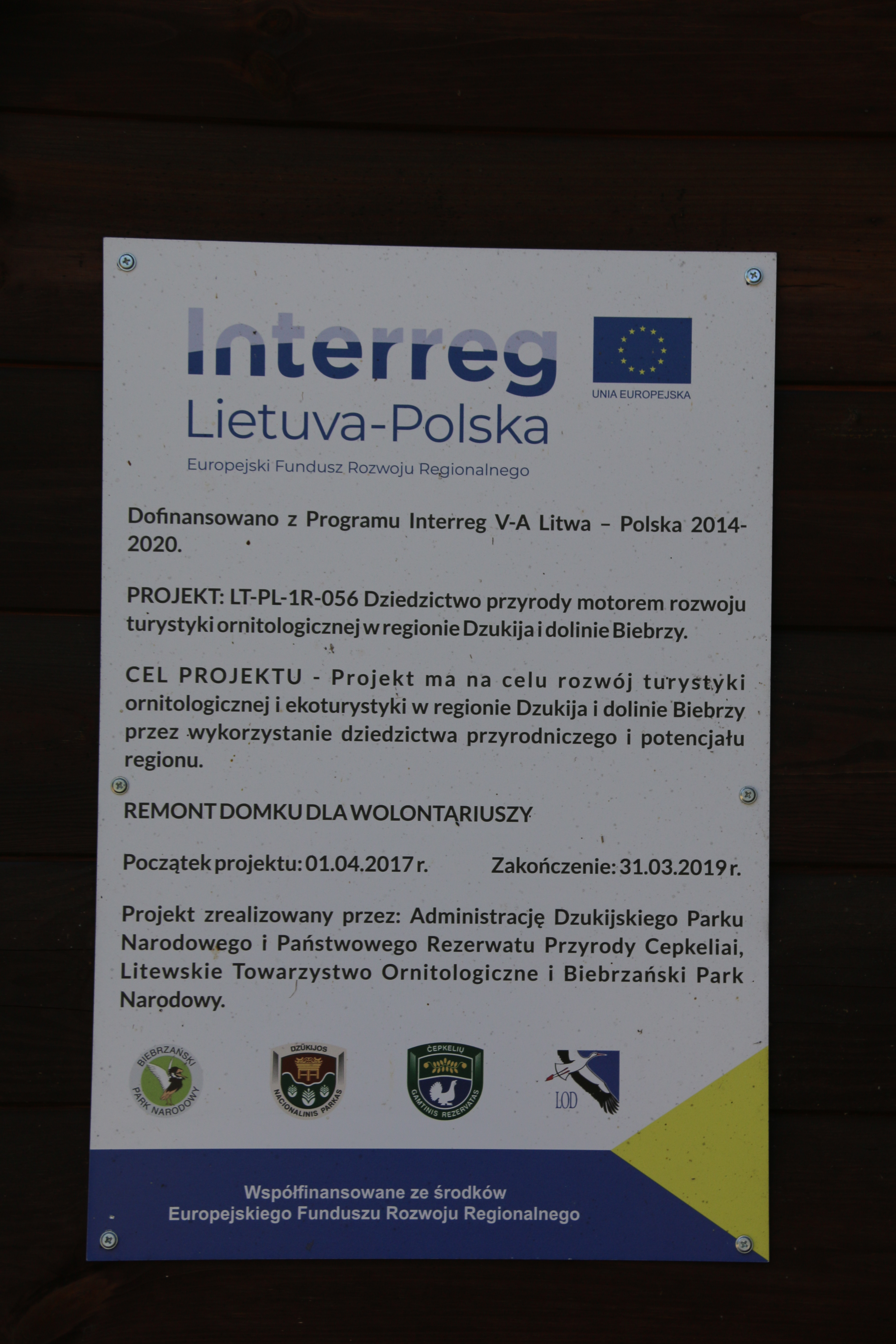
Interreg-project Polen en Litouwen

Het Interreg Community Initiative, kortweg Interreg, is een Europees programma dat zich inzet voor grensvervaging in Europa. Interreg, betaald door de Europese Unie, probeert de samenwerking te bevorderen tussen regionale gebieden in verschillende landen. De organisatie wil de economische en cohesie in de hele EU versterken.
Er zijn drie onderdelen in Interreg te onderscheiden:
- Onderdeel A: Grensoverschrijdende samenwerking
- Onderdeel B: Transnationale samenwerking
- Onderdeel C: Interregionale samenwerking

Al naargelang van regionale herkomst kunnen Nederlandse projecten in het onderdeel A samenwerken met België, Duitsland, Frankrijk en Engeland. Het gaat hier dan steeds om die delen van Nederland die direct aan de grens liggen.  Projecten uit het Onderdeel B kunnen samenwerken in het Noord-West-Europa programma of dat van de Noordzee regio (inclusief Noorwegen).  Projecten uit Onderdeel C kunnen samenwerken met het gehele territorium van de Europese Unie én Noorwegen en Zwitserland.
Het karakter van de projecten verschuift over de onderdelen.  Bij Onderdeel A zal deze van meer concrete aard zijn, terwijl bij de Onderdelen B en C ook meer aandacht besteed wordt aan beleid en de disseminatie hiervan.
De planning van Interreg wordt aangeduid in fasen met Romeinse cijfers. 
- De eerste fase, Interreg I, bestond van 1990-1994.
- De tweede fase, Interreg II duurde van 1994-1999
- Interreg III, van 2000-2006.
- Interreg IV, van 2007-2013.
- De huidige vijfde periode, Interreg V, van 2014-2020.

Ieder van deze programma's kent een indeling in drie onderdelen zoals hierboven genoemd.
Ter illustratie: voor het INTERREG IV-A programma is in de periode 2007-2013 in totaal € 290 miljoen beschikbaar.  Hiervan is ongeveer € 138 miljoen direct afkomstig van de Europese Unie, de rest wordt opgebracht door lokale en regionale overheden, alsmede de partijen die projecten indienen en zelf ook dienen te zorgen voor co-financiering.